# Sân bay Dục Mỹ
Sân bay Dục Mỹ được sử dụng trong chiến tranh Việt nam cho tới năm 1975 thì không còn sử dụng nữa. Trước đây sân bay này để phục vụ cho vận chuyển và huấn luyện tại Quân trường Dục Mỹ. Hiện tại sân bay này đang là di tích sân bay Dục Mỹ tại tỉnh Khánh Hòa.